# Лозінський Євгеній Петрович
Євге́ній Петро́вич Лозі́нський (нар. 7 лютого 1982, Львів) — український футболіст, захисник.

## Кар'єра
Вихованець львівського футболу, займався у футбольному спецкласі на базі клубу «Карпати». Після закінчення 11 класів переїхав до Києва, потрапивши до системи підготовки футболістів київського «Динамо».

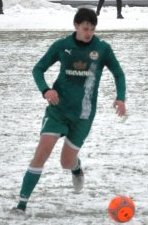
Євгеній Лозінський під час виступів за «Оболонь». 12 грудня 2009 року

З серпня 1999 року почав брати участь в іграх третьої команди «Динамо» у другій лізі чемпіонату України, тоді ж став залучатися до складу першолігового «Динамо-2». В сезоні 2001-02 розглядався як один з найперспективніших молодих захисників в системі «Динамо» і для отримання досвіду виступів на рівні вищої ліги був відданий на другу половину сезону в оренду до ужгородського «Закарпаття». В ужгородському клубі став основним гравцем захисту команди. В останньому матчі чемпіонату проти донецького «Шахтаря» 11 червня 2002 року, після якого мав повернутися до «Динамо», зазнав важкої травми коліна.
Відновлення після травми тривало майже два роки — наступного разу гравець зміг вийти на поле лише в травні 2004 року. Провівши декілька ігор за «Динамо-3», влітку 2004 року перейшов до «Закарпаття», цього разу вже на умовах трансферу. На регулярній основі до стартового складу команди почав потрапляти з другої половини сезоні 2004-05. В тому сезоні допоміг «Закарпаттю», яке після першого кола першості займало останній рядок турнірної таблиці, зберегти місце в елітному дивізіоні українського футболу.
На початку 2006 року перейшов до іншого представника вищої ліги, запорізького «Металурга». У складі цієї команди розпочинав грати як основний захисник, але згодом втратив місце в стартовому складі й на початку 2007 року змінив клуб на першолігову «Оболонь». Після 2,5 сезонів виступів у першій лізі повернувся разом з київською командою до елітного дивізіону. Починаючи з сезону 2008-09 — стабільний гравець стартового складу «Оболоні».
Влітку 2011 року разом з одноклубником Павлом Худзіком підписав дворічний контракт з луганською «Зорею», проте закріпитись у команді не зумів і після завершення сезону покинув луганську команду.